# تاکسیدو پارک، کلگری
تاکسیدو پارک، کلگری (به انگلیسی: Tuxedo Park, Calgary) یک منطقهٔ مسکونی در کانادا است که در آلبرتا واقع شده‌است.

## خصوصیات
تاکسیدو پارک ۴٬۵۶۵ نفر جمعیت دارد و ۱٬۰۷۰ متر بالاتر از سطح دریا واقع شده‌است.